# Mato Moguš
Mato Moguš (Generalski Stol, 2. svibnja 1912. – Udbina, 1946.), hrvatski katolički svećenik, pristaša Nezavisne Države Hrvatske, komunističkih vlasti nakon Drugog svjetskog rata osudile su ga na smrt.

## Životopis
Rodio se je u Generalski Stol od oca Josipa i majke Barbare, rod. Pavletić. U Senju završio gimnaziju i studij teologije. Zaredio se je za svećenika 1935. godine. U Jelenju je bio kapelan, zatim upravitelj župe u Podlapcu, Udbini i Borićevcu. Prije rata radio je mnogo na promicanju vjere i hrvatstva, što mu lički velikosrbi nisu nikad zaboravili.
Kad je pala tamnica hrvatskog naroda, velikosrpska monarhofašistička Kraljevina Jugoslavija u kojoj su ličko-krbavski Hrvati osobito trpili strašne progone, radosno je dočekao uspostavu hrvatske države, za kojom su Hrvati tako žudili. Novoosnovanu NDH doživio je kao ispunjenje sna svojih župljana i nije ni mogao pomisliti kakve će stvari biti u marionetskoj državi pod totalitarnim režimom. Želio je svima pomoći te se kao osvjedočeni Hrvat povezao se s općinskim vlastima nove hrvatske države. No ta je općina bila Udbina, koju su velikosrbi imali na piku.
Poslije rata su mu predbacivali su mu da je lipnja 1941. na Poglavnikov imendan pohvalno govorio o poglavniku, a da bude još gore, a jugokomunistički sud mu je poslije predbacio da je bio odgovoran za "masovni pokolj srpskoga naroda" u Udbini. A naprotiv, baš su velikosrbi u Udbini masovno poklali hrvatski narod, tako da je Hrvata u Udbini od prijeratne dvije tisuće 1945. gotovo sve nestalo. Ako Hrvati nisu bili pobijeni, raspršeni su, tako da u Udbini uopće nije bilo potrebe za župnikom i posljedica je bila da cijelo vrijeme u jugokomunističkoj Jugoslaviji bilo je cementirano etničko čišćenje i od 1945. – 1990., Udbina nije imala ni župnika, ni crkvu, ni župni stan i nijednog Hrvata, sve do Oluje, kada su u nju došli prognani Hrvati iz Bosne. "Masovni pokolj Srba" kojim su teretili Moguša uopće nije bio, nego se utvrdilo da je stradao jedan žandar Crnogorac koji je poginuo negdje u blizini. Štaviše, vlč. Moguš povukao se studenoga 1941., nakon što su partizani, četnici i domaći Srbi zajedno napali Udbinu i ubili mnoge Hrvate, a većina ih se nakon toga u noći pred sv. Luciju 1942. povukla iz opkoljene Udbine.
Godine 1941. imenovan je župnikom u Grižanama, gdje se distancirao od hrvatske vlasti i u nju se nije miješao. Bio je otvoren za suradnju s partizanima koji su svako malo upadali iz šume, i Moguš je s njima nastojao biti korektan. Sve vrijeme do kraja rata koje je proveo u župi Grižane baš ništa mu se nije moglo predbaciti.
Nakon zauzimanja Gospića i ulaska u grad 4. travnja 1945., partizani su u dvije godine u Gospiću i neposrednoj okolici gradića, na razne načine ubili više od 3500 nevinih osoba. Ista sudbina snašla je i Moguša. Poslije rata su ga uhitili dok je išao putem od škole do župnoga stana. Odveli su ga u gospićku kaznionicu. Sa skupinom Hrvata iz Udbine u lički velikosrbi mučili su ga.
Odveli su ga pred sud. Sudili su mu u Okružnom narodnom sudu u Gospiću. Optužbe su bile užasne: da je bio ustaški povjerenik za kotar Udbinu, organizirao ustašku miliciju s kojom je razoružavao bivšu jugoslavensku vojsku, da je zapovijedao uhićivanje Srba "koji su redovno poslije uhićivanja bili ubijani", da je pljačkao imovinu ubijenih Srba, da je pozivao i tjerao srpski narod da se prekrsti, da je održavao javno i masovno sastanke pozivajući hrvatski narod da masovno pristupa ustaškom pokretu i "povede borbu za istrebljivanje Srba u Hrvatskoj". Osudili su na kaznu smrti strijeljanjem, konfiskaciju cjelokupne imovine i trajan gubitak političkih i građanskih prava. Mještani su pisali zamolbu za njegovo pomilovanje, ali uzaludno. U Otočcu su svjedoci vidjeli kako župnika Moguša i druge osuđene odvoze na gubilište u Udbinu. Svezani Moguš je s kamiona zamolio kateheta vlč. Josipa Benića koji se našao u blizini da ga ispovijedio, što je i učinio. Jugokomunistički krvnici su ga ubili 1946. godine. Objesili su ga u Udbini, na brijegu pred crkvom. Osam je dana visio obješen. Moguš je stradao jer se našao na putu onima koji su namjeravali etnički očistiti Liku i Krbavu od Hrvata te zatrti ikakvi trag postojanja Hrvata u tim krajevima. Osuđen je potpuno nevin i smaknut jer se našao među najzloglasnijim Srbima u cijeloj Lici, a osobito zbog djelovanja u Udbini, koja je temeljito etnički očišćena od Hrvata, i za cijelo vrijeme komunističke Jugoslavije Srbi nisu dali obnoviti župnu crkvu u Udbini.